# Vico Equense
Vico Equense, stad och comune i storstadsregionen Neapel (provinsen Neapel till och med 2014) i Kampanien i Italien. Kommunen hade 20 919 invånare (2017) och gränsar till Castellammare di Stabia, Meta, Piano di Sorrento, Pimonte och Positano.
Staden ligger vid Neapelbukten och är ett populärt turistmål.